# La Chapelle-lès-Luxeuil
La Chapelle-lès-Luxeuil település Franciaországban, Haute-Saône megyében. Lakosainak száma 382 fő (2022. január 1.). La Chapelle-lès-Luxeuil Saint-Sauveur, Ailloncourt, Baudoncourt, Brotte-lès-Luxeuil és Esboz-Brest községekkel határos.

## Népesség
A település népességének változása:
| Lakosok száma | 419  | 389  | 395  | 382  | 385  | 387  | 390  | 386  | 382  |
|               | 2013 | 2015 | 2016 | 2017 | 2018 | 2019 | 2020 | 2021 | 2022 |